# Sainte-Savine
Sainte-Savine ist eine französische Gemeinde mit 10.457 Einwohnern (Stand 1. Januar 2022) im Département Aube in der Region Grand Est. Sie gehört zum Arrondissement Troyes. Die Stadt liegt im Kanton Troyes-2 und ist dessen Hauptort. Sainte-Savine ist mittlerweile mit der Stadt Troyes im Osten zusammengewachsen.

## Name
Der Name der Ortschaft geht auf die Märtyrerin Sabina von Troyes zurück. Ihr Bruder Savinien, ebenfalls Märtyrer, wurde heiliggesprochen.

## Bevölkerungsentwicklung
| Jahr                       | 1962   | 1968   | 1975   | 1982 | 1990 | 1999   | 2006   | 2016   |
| Einwohner                  | 11.864 | 11.622 | 10.561 | 9614 | 9495 | 10.125 | 10.442 | 10.301 |
| Quellen: Cassini und INSEE |        |        |        |      |      |        |        |        |

## Sehenswürdigkeiten

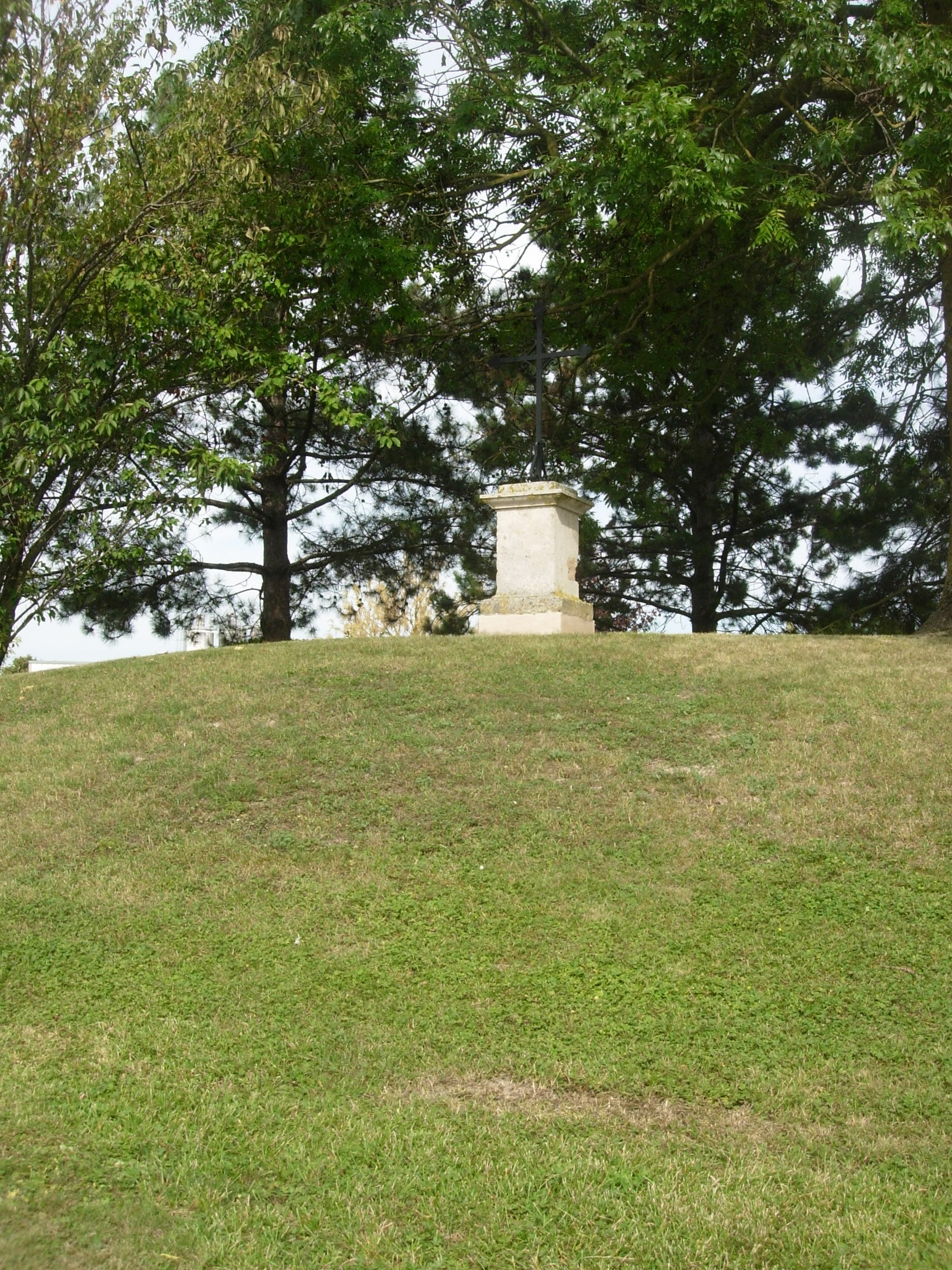
Croix La Beigne auf dem Tumulus

- Kirche Sainte-Savine aus dem 16. Jahrhundert
- Croix La Beigne (auf einem Hügelgrab errichtet)
- Maison de Chanteloup
- ehemaliges Rathaus

## Persönlichkeiten
- Émile Brachard (1887–1944), Politiker
- André Eulry (1930–1980), Maler
- Gérard Manet (* 1949), früherer Fußballtorwart
- René Simon (1898–1971), Schauspieler

## Gemeindepartnerschaften
Sainte-Savine unterhält eine Partnerschaft mit der baden-württembergischen Gemeinde Reichenbach an der Fils.